# آشورا (ساتراپی هخامنشی)
آشورا (به پارسی باستان: 𐎠𐎰𐎢𐎼𐎠 Aθurā) یکی از ساتراپی‌های هخامنشی، در محدوده‌ای میان عراق و سوریه امروزی بود، که توسط آخرین ساتراپ‌های آشوری(زبان اکدی) اداره می‌شد. همچنین این منطقه در زبان آرامی نو آثورا و در زبان یونانی آثوریا خوانده می‌شود. این ساتراپی در میان سال‌های ۵۳۹ تا ۳۳۰ پیش از میلاد وجود داشت. پیش از این بخشی از امپراتوری بابل نو بود و سپس کوروش بزرگ پس از شکست بابلی‌ها آن را به عنوان یکی از ساتراپی‌های هخامنشیان به قلمرو خودش ضمیمه کرد. همچنین در سنگ‌نوشته‌های هخامنشیان از آن به عنوان داهو به معنای گروهی از مردم یا کشوری و مردمانش بدون مفهوم اداری یاد شده‌است.
امپراتوری آشور در شمال عراق، شمال شرق سوریه و جنوب شرقی آناتولی کنونی از بالای دجله تا بالای فرات گسترش داشت. امپراتوری آشوری نو پس از یک دوره جنگ‌های داخلی سهمگین و پس از اتحاد و یورش مردمان ایرانی (مادها و پارس‌ها)، بابلی‌ها و کیمری‌ها در اواخر قرن هفتم پیش از میلاد بسیار ضعیف گشت و در طی نبرد نینوا در سال ۶۱۲ پ.م. شکست سختی خورد، سپس تا سال ۶۰۵ پ.م. به‌طور کامل سقوط کرد. بین سال‌های ۶۰۵ تا ۵۵۹ پ.م. سرزمین سابق آشور میان پادشاهی ماد در شرق و امپراتوری بابلی نو در غرب تقسیم شده بود. هر دو بخش در سال ۵۳۹ پ.م. به تصرف پارس‌ها درآمد و سپس هخامنشی‌ها، در آن مناطق ساتراپی‌های ماد و آشورا را ایجاد کردند. بنا به گفتهٔ هرودوت قسمت اصلی سرزمین آشور به دو ساتراپی بابل و آشورا تقسیم شده بود. با وجود چند شورش کوچک، آشورا نقش مهمی را در حکومت هخامنشیان ایفا کرد. آشوری‌ها حق حکومت برخود را در سراسر دوران هخامنشی داشتند. زبان آرامی نیز به عنوان یک زبان رسمی و همچنین زبانی میانجی در شاهنشاهی نقش خود را ایفا می‌کرد. آشوری‌ها به خاطر مهارت‌های رزمیشان در کنار سربازان لیدیه‌ای‌ها به عنوان پیاده‌نظام سنگین سپاه هخامنشی خدمت می‌کردند. به علت خرابی‌های ناشی از سقوط امپراتوری آشور، برخی از تاریخ‌دانان آن‌جا را «سرزمین بایر خالی از سکنه» توصیف کرده‌اند. این درحالی است که برخی دیگر از آشورشناسان مانند جان کورتیس و سیمون پارپولا این ادعا را کاملاً رد کرده و استناد کرده‌اند که آشور در نهایت به یکی از ثروتمندترین مناطق در شاهنشاهی هخامنشی تبدیل شده بود. ثروت این سرزمین به دلیل استفادهٔ کارآمد ایرانی‌ها از زمین‌های کشاورزی منطقه بود. در مقابل سیاست هخامنشی‌ها دخالت نکردن در امورداخلی ساتراپی‌هایشان بود تا زمانی که این ساتراپی‌ها مالیات خود را به دولت بپردازند.

## سقوط امپراتوری آشور
میان سال‌های میانی دههٔ ۱۴ تا اواخر دههٔ ۱۱ پیش از میلاد و بازبین سال‌های پایانی دههٔ ۱۰ تا اواخر دههٔ ۷ پیش از میلاد امپراتوری‌های آشوری میانه و آشوری نو، بر خاورمیانه از لحاظ نظامی، فرهنگی، اقتصادی و سیاسی تسلط داشتند و پارس‌ها و همسایگانشان مادها، پارت‌ها، ایلامی‌ها و منائی‌ها خراج گزاران آشوری‌ها بودند و به آن‌ها مالیات می‌پرداختند. در سال‌های پایانی قرن هفتم پیش از میلاد، امپراتوری آشوری درگیر یک دوره جنگ داخلی شد، که به شدت در تضعیف آن‌ها تأثیر داشت و در نهایت در پی نبرد نینوا در سال ۶۱۲ پ.م.، برخی افراد از ملل تحت تسلطشان مانند بابلی‌ها، کلدانی‌ها، مادها، پارس‌ها، سکاها و کیمری‌ها توانستند، رهبریشان را برعهده بگیرند. امپراتوری آشوری در سال‌های پس از آن روبه نابود گذارد. آشوری‌ها با کمک یکی دیگر از خراج گزاران سابقشان یعنی مصر (که از ظهور قدرت‌های جدید می‌ترسید) به نبرد علیه متحدین ادامه دادند اما این تلاش‌ها هم بیهوده بود و حران پایتخت جدید آشور نیز در سال ۶۰۸ پ.م. تسخیر شد. مقاومت آشوری‌ها تا آخرین شکستشان در کارکمیش در سال ۶۰۵ پ.م. ادامه یافت. بعدها کوروش بزرگ امپراتوری بابل نو و پادشاه آن نبونعید (که یک آشوری اهل حران بود) را شکست داد و بابل و آشور را به خاک ایران ضمیمه کرد.

## ساتراپی آشورا
در دوران هخامنشی بر آشورا، پایتخت‌های سابق آشوری یعنی نینوا، دور شاروکین و نمرود جمعیت پراکنده‌ای داشتند. بیشتر آشوری‌ها در شهرهای کوچک و روستاها سکونت داشتند. با این حال، بنابه نظر برخی آشورشناسان شهرهایی مانند عرفه، تل حلف و اربیل سالم و دست نخورده ماندند. طبق گفتهٔ تاریخ‌نگار یونانی گزنفون، با وجود ویرانی بسیاری از شهرهای آشوری در جنگ‌ها، آشوری‌هایی که در روستاها زندگی می‌کردند، زندگی مرفه‌ای داشتند. گزنفون و سایر یونانی‌هایی که از آشورا بازدید می‌کردند، پس از عبور از شهر نمرود که از آن به عنوان «ویرانه‌ای با ساکنانی اندک» یاد می‌کند، از روستاهای شمال غربی منطقه به دنبال کرانهٔ رود دجله این گونه یاد می‌کند:
... روستاهایی پر از ذرت وجود دارد، قصری پیداکردیم با روستاهای زیادی اطراف آن… آنان (یونانیان) در آن روستاها به مدت سه روز ماندند نه تنها به خاطر زخم‌هایشان، بلکه به خاطر اینکه آنان مقادیر بسیاری آرد و شراب و انبارهای بزرگ جو برای تغذیهٔ اسبان داشتند تمام این منابع توسط ساتراپ‌های منطقه جمع‌آوری شده‌است.
این نقل قول نشانگر رونق کشاورزی و وجود کاخ‌هایی در آشورا است. مکان دقیق کاخ‌ها مشخص نیست اما آستن هنری لایارد باستان‌شناس بریتانیایی، مکان کاخ‌ها را نزدیک زاخو کنونی پیش‌بینی می‌کند. کتیبهٔ یافت شده در مصر که به وسیلهٔ ساتراپ مصر، آرشام نوشته شده، از مراکز حکومتی آشوری، در دوران هخامنشی این‌گونه نام می‌برد:
- لیر: در نزدیکی درهٔ دیاله
- آرزوهینا: در تل چمچمال. ۴۰ کیلومتری شرق کرکوک
- اربیل
- هالسو: در مکانی نامعلوم
- متالوبش: ۲۰ کیلومتری شهر باستانی آشور

پیش از حکومت ایرانی‌ها بر آشورا، هخامنشیان تا حد زیادی تحت تأثیر آشوری‌ها قرار داشتند. در زمان فرمانروایی هخامنشیان در این منطقه زبان آرامی به عنوان زبان میانجی با الفبای آرامی کاربرد روزمره داشت. مذهب آشوری‌ها گرامی داشته می‌شد و سیستم قضایی آشوری‌ها، گاه‌شماری آشوری و قوانین حکومتی آن‌ها به قوت خود باقی ماندند. آشوری‌ها مانند سایر خراجگزاران ایران، مجبور به پرداخت مالیات و اعزام سرباز برای سپاه ایران بودند. نقش برجسته‌ای در کاخ آپادانا ادای احترام مردان خراجگزار آشوری را نشان می‌دهد که هدایایی را برای پادشاه ایران آورده‌اند: یکی چرم، یکی پارچه، دو نفر ظرف و دو نفر قوچ شرقی آورده بودند.

### ظهور آرامی‌ها

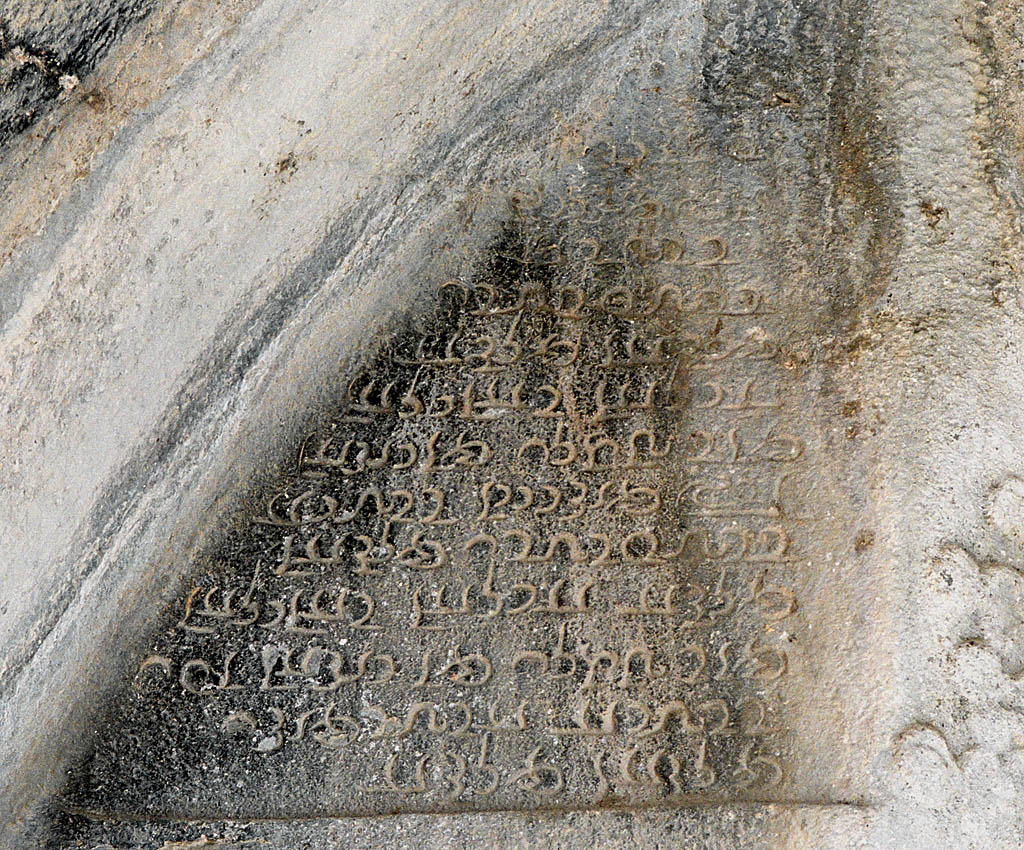
نوشتار با خط پهلوی متعلق به شاپور سوم در تاق بستان کرمانشاه. خط پهلوی از الفبای آرامی مشتق شده که در زمان هخامنشیان میان آشوری‌ها استفادهٔ می‌شد.

حکومت آشوری‌ها طبق سیاستشان مردم سرزمین‌هایی که تصرف می‌کردند (عمدتاً مردم آرامی-یهودی) را به مناطق مختلفی در میان‌رودان تبعید می‌کردند. این کار باعث ادغام برخی از مردم با یکدیگر شد. اگرچه باعث شورش‌هایی در قرن ۷ پیش از میلاد نیز شد. در قرن ششم پیش از میلاد، مردمان سامی بومی آشور و بابل به زبان اکدی که تحت تأثیر زبان آرامی شرقی -که تا آن زمان نزد آشوری‌ها باقی‌مانده بود- سخن می‌گفتند. در نتیجه در زمان فرمانروایی ایرانی‌ها، زبان آرامی به تدریج به زبان رایج میان آشوری‌ها تبدیل شد. حتی پیش از سقوط امپراتوری آشور نیز این زبان به عنوان زبان میانجی در نزد آشوری‌ها استفاده می‌شد و بسیاری از مردم قادر به سخن گفتن به هر دو زبان اکدی و آرامی بودند. نخبگان حکومتی قادر به استفاده از هر دو زبان بودند. فتح آشور و تخریب خشونت‌آمیز از شهرها بدان معنی است که بسیاری از افراد دو زبانه کشته شدند و خط آرامی در حدود اواخر قرن ۶ قبل از میلاد در فرهنگ آشوری گنجانیده شده بود. پس از فتح آشور به دست داریوش بزرگ، زبان آرامی به عنوان «وسیله‌ای برای ارتباط نوشتاری میان مناطق مختلف شاهنشاهی بزرگ با مردم و زبان گوناگون» به تصویب رسید. استفاده از زبانی رسمی که پژوهش‌های جدید از آن به عنوان «آرامی رسمی» یا «آرامی سلطنتی» نام می‌برند نقش به سزای در موفقیت هخامنشیان در کنترل شاهنشاهی بزرگشان را ایفا نمود. آرامی سلطنتی بسیار استانداردسازی شد. رسم‌الخط آن بیشتر برپایهٔ ریشه‌های تاریخی از هر گویش محاوره بود و نفوذ اجتناب ناپذیر زبان پارسی در این زبان به آن وضوح نو و انعطاف‌پذیری بالایی می‌داد. در ۱۹۵۵ ریچارد فرای طبقه‌بندی آرامی سلطنتی به عنوان یک «زبان رسمی» را مورد پرسش قرار داد و گفت که هیچ حکم تاریخی باقی مانده‌ای به صراحت و روشنی وضعیت هیچ زبان خاصی را توضیح نمی‌دهد. فرای زبان آرامی سلطنتی را به عنوان زبان میانجی هخامنشیان عنوان کرد با این توضیح که استفاده از این زبان در دوران هخامنشی از آنچه که به‌طور کلی تصور می‌شد فراگیرتر بوده‌است.
 قرن‌ها پس از سقوط شاهنشاهی هخامنشی هم زبان آرامی تأثیر خود بر زبان‌های بومی ایرانی را نشان می‌داد. خط آرامی و واژگان آرامی به عنوان ویژگی‌های اساسی خط پهلوی باقی ماندند. یکی از بزرگ‌ترین مجموعه‌های نوشتارهای آرامی سلطنتی، حدود ۵۰۰ لوح یافت شده در تخت جمشید است. بسیاری از اسناد موجود نشانگر این هستند که این شکل از زبان آرامی از مصر و به خصوص الفانتین آمده‌است. شناخته شده‌ترین آن‌ها حکمت احاقیر است. این کتاب شامل جملات قصار و آموزنده و دارای سبکی بسیار شبیه به امثال سلیمان است.
در سال ۲۰۰۶ نتایج بررسی بر روی ۳۰ سند کشف شده به زبان آرامی در بلخ نشان داد که این متن‌ها که بر روی چرم نوشته شده بودند نشانگر این بودند که زبان آرامی در قرن ۴ پیش از میلاد در ساتراپ‌های هخامنشی باختریش و سغد استفاده می‌شده.
زبان آرامی امروزه در میان مسیحیان آشوری در عراق، جنوب شرق ترکیه، شمال شرق سوریه و جنوب غرب ایران باقی مانده‌است.

### شورش‌های آشور، ۵۴۶ و ۵۲۰ پیش از میلاد
در سال‌های ۵۴۶ و ۵۲۰ پ.م. دو ساتراپی ماد و آشورا علیه شاهنشاهی هخامنشی شورش کردند. هرچند که شورش‌ها سرکوب شدند، اما این شورش‌ها نشان دهندهٔ اتحاد عمل این دو منطقه و شاید پیوند فرهنگی میان این دو باشد. با این حال این شورش‌ها می‌توانستند در جاهای مختلفی رخ دهند و حتی در سراسر میان‌رودان رخ دهند.